# Polia virescens
Polia virescens är en fjärilsart som beskrevs av Köhler 1968. Polia virescens ingår i släktet Polia och familjen nattflyn. Inga underarter finns listade i Catalogue of Life.